# 495
495 (CDXCV) je bilo navadno leto, ki se je po julijanskem koledarju začelo na nedeljo.

## Dogodki
- 1. januar

## Rojstva
- Klodomer, frankovski kralj Orléansa († 524)